# Slaughterville
Slaughterville – miasto w Stanach Zjednoczonych, w stanie Oklahoma, w hrabstwie Cleveland.